# Bernat d'Avinyonet
Bernat d'Avinyonet (s.XIII) fou un eclesiàstic català i abat de Sant Pere de Rodes entre 1208 i 1223. Durant el seu càrrec va obtenir dues butlles dels papes Innocenci III i Honori III, el 1216 i el 1217 respectivament, on es confirmaven els béns i els privilegis del monestir que havien establert els papes amb anterioritat.